# 塞西莉亚·罗特
塞西莉亚·罗特（西班牙語：Cecilia Roth，1956年8月8日—），女，阿根廷演员。曾获得欧洲电影奖最佳女演员。